# Luis Poirot
Luis Poirot de la Torre (Santiago de Chile, 13 de diciembre de 1940) es un fotógrafo chileno que ha trabajado principalmente en blanco y negro.

## Biografía
Poirot estudió en la Escuela de Teatro de la Universidad de Chile, donde colaboró e hizo amistad con Víctor Jara (1959-1961) y posteriormente, gracias a una beca, continuó su formación profesional en 1963 siguiendo cine y televisión en la Radiotelevisión Francesa (RTF). A partir de 1964 comenzó a ejercer como fotógrafo profesional y al año siguiente volvió a Chile para posicionarse en el ambiente artístico nacional al alero del teatro Ictus. 
Desde 1969 ejerció como profesor de fotografía en la Universidad Católica, hasta 1973, cuando, a raíz del golpe militar encabezado por el general Augusto Pinochet contra el presidente Salvador Allende debió emigrar. Poirot había sido el fotógrafo oficial de la cuarta campaña presidencial de Allende y había registrado la visita de Fidel Castro a Chile en 1971. También fotografió  el Palacio de La Moneda en ruinas tras el bombardeo perpetrado el 11 de septiembre.
Se instaló nuevamente en Francia, donde trabajó en televisión; dos años después, se mudó a Barcelona, donde fue profesor del Centro Internacional de Fotografía de la capital catalana. Durante su permanencia en Europa realizó interesantes trabajos para diversos periódicos y editoriales.
Regresó a Chile todavía en dictadura, en 1985, y comenzó a trabajar de modo independiente y a formar fotógrafos en su taller particular. En 1993 partió a Estados Unidos, donde residió hasta 1997.
Fue nombrado agregado cultural de la Embajada de Chile en Bélgica en 2001, cargo que ocupó hasta 2005, cuando regresó a Chile ya definitivamente.

## Aportes

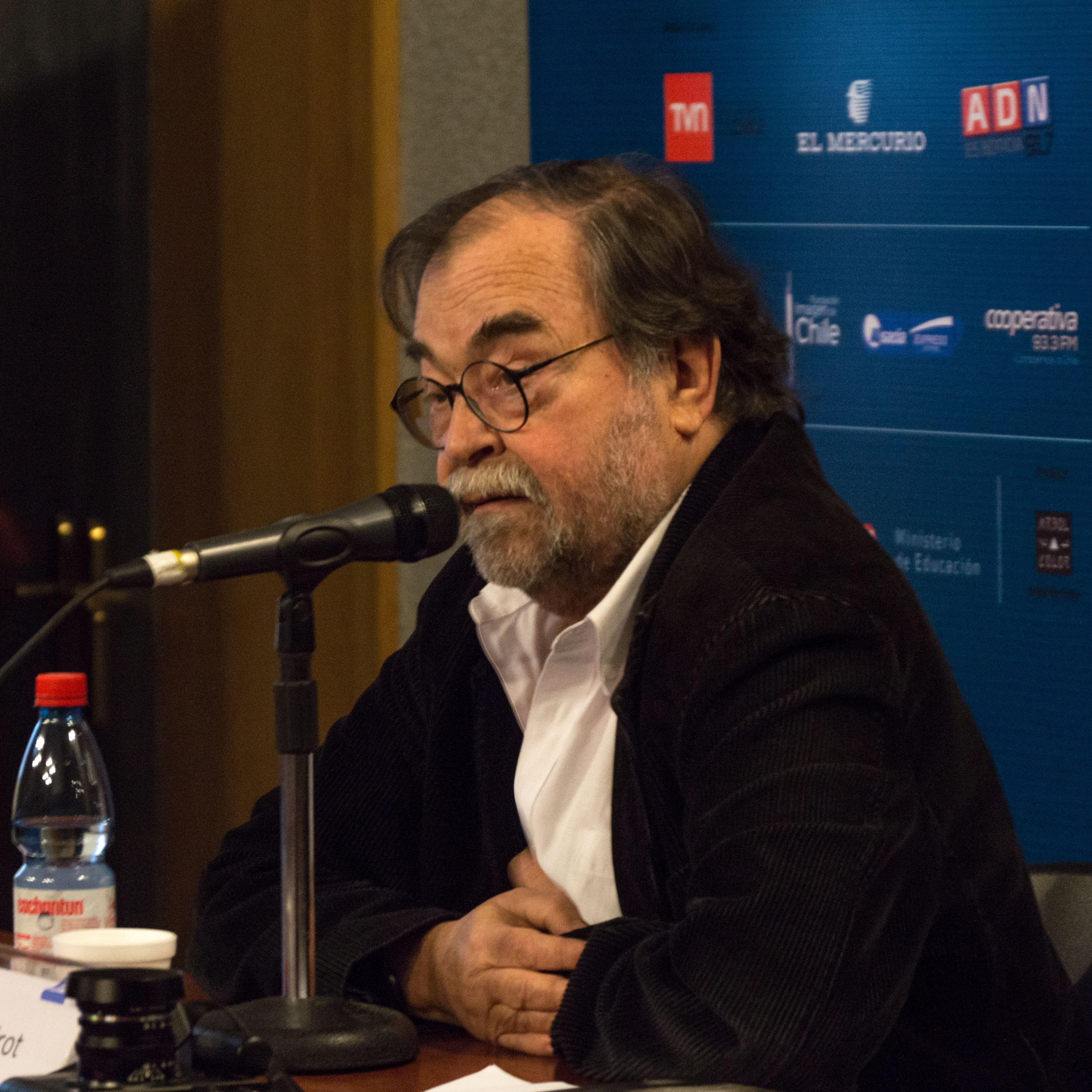
Poirot en la FILSA 2013

Luis Poirot ha recibido importantes premios, entre los que destaca el Nikon International Contest, obtenido en dos oportunidades: 1968 y 1970. Su realización de fotografía para cine en la película Los trasplantados, de 1975, fue premiada en el Festival de Cine de Thonou-les Bainz, Francia. Fue galardonado en el concurso Foto-Press España en el área Premio Retrato de Prensa y Fotografía Política (1984 y 1985). En 1994, como reconocimiento a su trayectoria, se le otorgó el Premio Ansel Adams, del Instituto Chileno Norteamericano de Cultura.
Ha realizado importantes exposiciones, entre las que figuran la retrospectiva de su obra presentada en el Museo Nacional de Bellas Artes de Chile (1997) y su incorporación en la tercera fase de la muestra Chile: 100 años, llevada a cabo en el mismo recinto, el año 2000. 

### Libros
- Ropa tendida (1997)
- Neruda, retratar la ausencia (1995)
- Te Pito o Te Henua (1998)
- La efímera vulgata, con el poeta Enrique Lihn (2012)